# サイバーシン計画

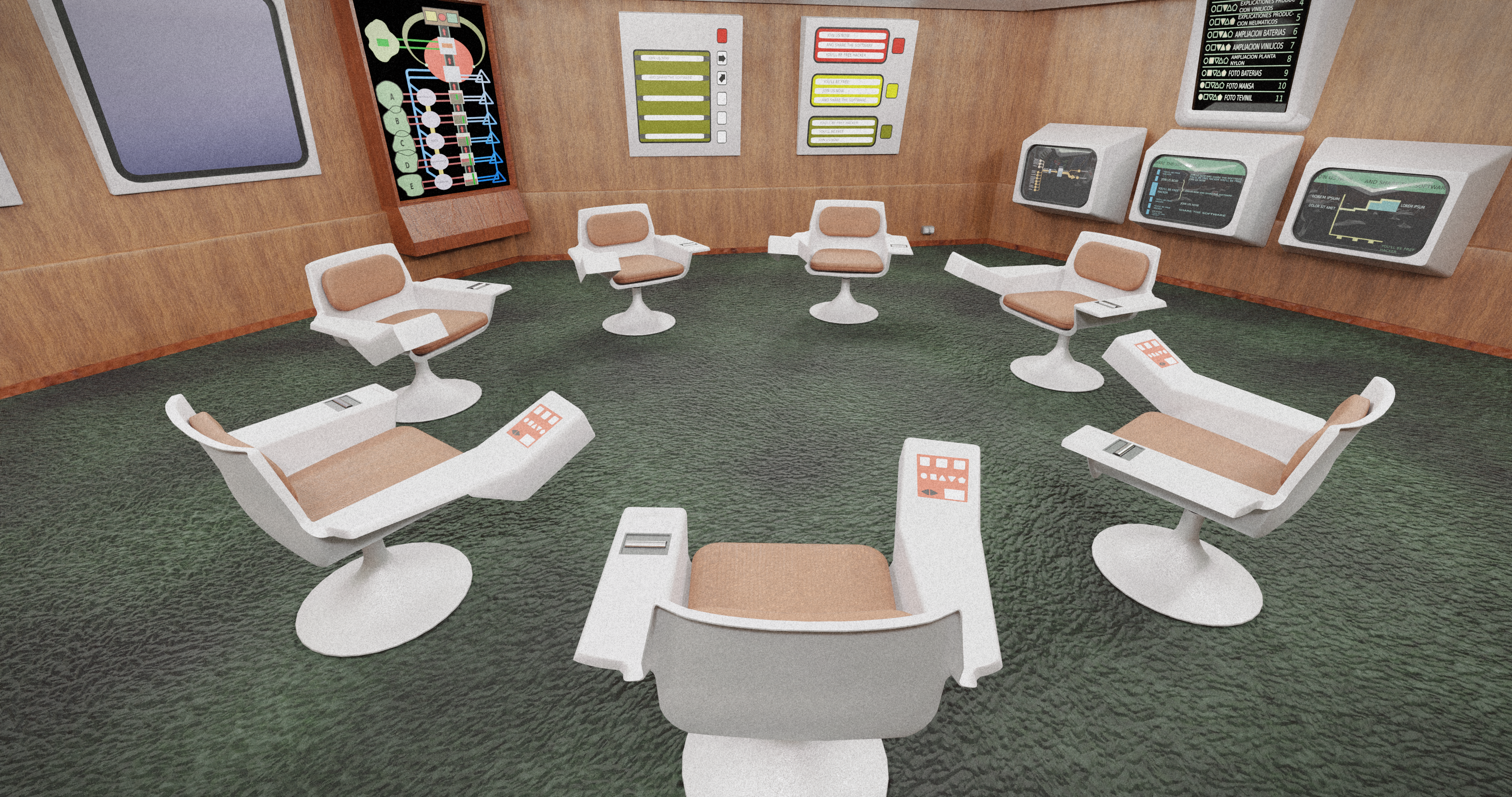

サイバーシン計画 (サイバーシンけいかく、Project Cybersyn) は、サルバドール・アジェンデ政権期間中のチリで1971年から1973年にかけて行なわれた、計画経済を効率的に管理するための、サイバネティックスに基づくシステムの構築・運用の試みである。当時の経済では人力で生産管理を行う方法が主流で、サイバネティックスの中核を成していたフィードバック制御という考えが一般的でなく、非常に革新的なプロジェクトであった。実現に当たっては首都サンティアゴにあるコントロールセンターの単一のコンピュータとチリ各地の工場の間をテレックスで接続し、実時間で工場からデータを収集し、コンピュータの計算支援に基づきコントロールルームで考案した計画を用いて、国内の全ての工場に対して指示を送ってフィードバック制御を掛ける方法を取っていた。しかし、処理速度や通信速度の制約上、1日1回の生産予定と実績の送受信に留まった。システムの基本設計はオペレーションズ・リサーチの研究者であり当時の経営へのサイバネティックス応用における教祖的存在でもあったイギリスのスタッフォード・ビーアにより行なわれた。1970年代前半のシステムであるため、用いられた技術要素は原始的であり、未来的なコントロールルームの見た目に反して、フィルムスライドによるディスプレイなど、ローテクな装置を多用した設計になっている。

## 歴史
1970年に、人民連合のリーダーとしてマルクス主義者のアジェンデが大統領に選出されると、政権はチリ各地の工場や鉱山など生産手段の国営化を社会主義化の最優先事項として実行した。 政権当初の1970年にはケインズ的景気刺激策などが試され雇用の拡大と大きな経済成長がみられたが、アメリカの経済制裁と主要輸出品である銅の価格の下落、国内での労働者のスト、国有化を望まない企業経営者の反対、さらに新たな国有企業運営の困難さなどから1971年には経済状況は既に大きな危機に瀕していた。 
このような状況で、チリの経済開発機構（CORFO）の技術部門の責任者であり当時まだ 20 代であったフェルナンド・フローレスは、ソ連式の中央集権的な計画経済に代わるものとして、より見通しがよく柔軟で迅速な経営システムを模索していた。 学生時代の経験からスタッフォード・ビーアのサイバネティックスを基とした経営理論に通じていたフローレスとアドバイザーのラウル・エスペーホ (Raúl Espejo) は1971年に新たなシステムの設計をビーアに依頼するとともにサンティアゴへと招聘した。 
ビーアらにより立案された計画は、南北 4,600km に及ぶチリの長い国土に散らばる生産設備と通信するために国土を電子的ネットワークで接続し、日々送られてくるデータを元にサイバネティックスの理論を用いて生産を調整しようという野心的なものであった。 やがて英語圏で「サイバーシン」(Cybersyn), チリで「シンコ」 (Synco, Sinco, Cinco) と呼ばれるようになったこの計画に対してビーアが与えた「経済へ電子的な神経システムを移植する」というアナロジーは、医師でもあったアジェンデ大統領に対して計画をアピールするのに大きな効果があったようである。 
計画はフローレスを政務上の責任者として開始された。 フローレスは後に財務大臣など各種閣僚に任命されている。 幸い以前の政権により購入され使うあてのないまま放置されていた 500 台のテレックスが発見されたため、これらが各地の工場に配布されることになった。 チリの経済は混乱が続いており、当初、各地の作業現場でこのシステムは必ずしも素直に受け入れられるものではなかった。 しかしやがて、配付されたテレックスによって各地の作業現場でサンティアゴと同種のデータを見ることができるとともに、それが政府との間での直接要求を行なう双方向の手段として利用できることが認知されることとなった。
しかし、このシステムが最も有効に機能したのは、アジェンデ政権が最大の危機に瀕した1972年8月のストライキにおいてである。 CIA の支援を受けていたこのストライキにおいて、50,000 人のトラック運転手がストに参加し、さらにサンティアゴの通りが封鎖されたために市内への物流が完全に滞ることになった。 アジェンデ政権は、サイバーシンのテレックス装置を用いて政府に協力的であった残るおよそ 200 台のトラックによって市内への食糧の輸送を確保することができ、このストライキは失敗することになった。
大統領官邸に新しいサイバーシンのオペレーションルームを設置するための測量が行われた翌日 1973年9月11日、ピノチェト将軍に率いられた軍事クーデターが発生し官邸は銃撃戦の舞台となった。 クーデターの成功後、このシステムのオペレーションルームは直ちに破壊され、現在「社会主義者のインターネット」とも形容されるこのユートピスト的な試みは失敗に終わった。

## サイバーシンのシステム
サイバーシンという名前は、「サイバネティックス」(cybernetics) と「シナジー」(synergy) との合成語である。 計画全体はビーアの「生存可能システムモデル」(VSM, Viable System Model) を一国の経済レベルで具現化するものであった。 VSM はビーアが神経システムに着想を得て、あらゆる安定して生存する有機的組織に存在するとした 5 つの階層的サブシステムからなるシステムのモデルである。 大まかにいって、VSM のサブシステムの 3 つ (システム 1-3) はシステム内部の階層に関係し短い時間スケールをもつものであり、対して他の 1 つ (システム 4) は未来への要求やシステム外部への反応に関係し、もう 1 つ (システム 5) はそれらを調停し決定を行う役割をもっていた。 理想的なモデルとしては、これらはサイバーシンのシステム全体に対し次のように対応づけられた。 
- システム 1 は各生産現場に相当し現場の自律的な安定性のみを要求する制御を行う。
- システム 2 は神経系の脊髄にあたり、システム 1 とシステム 3 を結ぶテレックスのネットワークとコンピュータ制御に対応する。
- システム 3 は現場からもたらされる情報に基づいて CORFO で行われる日々の処理に相当する。
- システム 4 は必要なときに開発と将来計画とに関する討議と意志決定を行うレベルであり、これはそれまでのチリの企業経営にはほとんど存在しないものとされた。
- そしてシステム 5 は経営幹部的なシステムの全体的方向づけを行う。

チリの右派メディアが『ビッグ・ブラザー』的なシステムの構築に手を貸しているとビーアを非難する中で、ビーアはこのシステムが「地方分権的で労働者参加型の非官僚主義的なのもの」として作動すると信じた。 
計画は「サイバーネット」(Cybernet)、「サイバーストライド」(Cyberstride)、「チェコ」(Checo)、「オプスルーム」(Opsroom) の 4 つの部分的プロジェクトから成り立っていた。 
サイバーネット
前述のようなチリの生産拠点を結ぶテレックスを利用した情報ネットワークである。理論的には非常に短い間隔による実時間制御が要求されたが、現実の運用においては、毎日午後5時に1度の情報（原材料量、生産量、欠勤者数などいくつかの数値）送信が限界であった。
サイバーストライド
ベイズ理論を利用してシステム 2 における日々の制御を行うソフトウェアであり、チリとイギリスのプログラマ・チームにより作成された。 ある値が既定値より外れると「アルゲドン・シグナル」(algedonic signal) と呼ばれる警告が発せられた。 こうした警告ははじめ各企業の責任者に伝達されるだけだが、一定時間の間に問題が解決されなければ、警告は CORFO の上位レベルの担当者に伝達される。 システムにはこのような階層がファーム、ブランチ、セクター、全体の 4 段階存在した。 当時チリ政府が所有するコンピュータはわずかしかなく、サイバーシンが利用できたコンピュータは当初 1 台の IBM 360/50 メインフレームのみであった。 しかし後には要求される計算がコンピュータの能力を大きく越えるようになり、実時間制御が不可能となったため、別のコンピュータが導入された。
チェコ
経済モデルによって全体的経済の将来予測を行おうという野心的なシミュレータでシステム 4 での決定に寄与するものとして製作された。 プログラミングはイギリスで行われたが、実時間の適切なデータが取得できなかったこともあり、テスト時における予測の成績はよくなかったようである。 なお、チェコという名前は「チリ経済」(CHilian ECOnomy) からとられている。
オプスルーム
オペレーションルームであり、ドイツのギー・ボンシーペ (Gui Bonsiepe) らによりデザインされた。 SF 映画を思わせる近未来的な外観を有しており、 6 角形の部屋に 7 脚の特殊な回転イスが備え付けられていた。 このイスの肘かけには小さなコンパネがあり、これは壁に備え付けられた大型スクリーンとパネルとを制御した。 このスクリーンにはリアルタイムで例外的な事象のレポートが表示されるようになっていた。しかし、1971年に設計されたオペレーションルームであるため、未来的な外観ではあるが、イスの入力系も壁の表示系も電気回路や半透明スライドのようなアナログな技術しか用いられていない。

## 類似の計画
社会主義の盟主であったソ連では当初サイバネティックスは疑似科学であるとのレッテルを貼られ、サイバーシンのようなサイバネティクスの応用が遅れていた。1962年に入り、サイバネティックスからの思想的な影響を受け、コンピュータ・ネットワークを利用した計画経済システムであるОГАС（オガス、OGASを参照）の構築計画がV.グルシコフらによって推進された。しかし、この計画は実運用可能なシステムが完成することなく頓挫している。

## 関連文献
- Medina, Eden (2011). Cybernetic Revolutionaries: Technology and Politics in Allende's Chile. MIT Press. ISBN 978-0262016490
邦訳：メディーナ, エデン 著、大黒岳彦 訳『サイバネティックスの革命家たち――アジェンデ時代のチリにおける技術と政治』青土社、2022年。ISBN 978-4-7917-7512-5。